# Su Changlan
Su Changlan (en chino 苏昌兰) (Foshan, c. 1971) es una destacada activista china defensora de los derechos de la mujer.

## Trayectoria
Ex maestra de escuela primaria, en 2005 se involucró en la defensa de los derechos humanos después de que las autoridades locales confiscaran tierras de cultivo en su aldea natal, Sanshan en Foshan. Se formó en Derecho y más tarde empezó a ayudar a otras mujeres a proteger sus derechos sobre la tierra. En los años siguientes, hizo campaña para mejorar la respuesta del gobierno a otros problemas de derechos de las mujeres como la violencia doméstica, el tráfico sexual y los delitos sexuales y comenzó a proporcionar asesoramiento jurídico a las víctimas en esos casos.
Entre 2014 y 2017, cumplió una condena de tres años de prisión en el Centro de Detención de Nanhai por “incitar a la subversión del poder del Estado” tras publicar mensajes en las redes sociales de apoyo al Movimiento de los Paraguas prodemocracia en Hong Kong.

## Encarcelamiento
Tras ser interrogada por la policía el 12 de septiembre y el 5 de octubre, el 27 de octubre de 2014 fue detenida y llevada a la comisaría de policía local de Nanhai Guicheng por cuatro agentes de policía bajo sospecha de "buscar pelea y provocar problemas". A su familia se le ocultó información sobre su paradero.
El 3 de diciembre de ese año, fue acusada formalmente de “incitar a la subversión” y juzgada junto con sus compañeros activistas Chen Qitang y Chen Yunfei en el Tribunal Popular Intermedio de la ciudad de Foshan el 31 de marzo de 2017. Ese mismo día se anunció el veredicto de culpabilidad y su sentencia de tres años, que tenía fecha del primer día de su detención. El 8 de junio de 2017, el Tribunal denegó su solicitud de audiencia de apelación.
Estuvo recluida con otras 50 o 70 reclusas en una celda de 80 metros cuadrados, con un espacio para dormir de poco más de 50 cm de ancho e instalaciones higiénicas inadecuadas. Sufre de hipertiroidismo, arritmia cardíaca y temblores, y estuvo hospitalizada varias veces durante su detención. Las autoridades denegaron múltiples solicitudes de libertad bajo fianza por motivos médicos interpuestas por su abogado.
El 26 de octubre de 2017, fue liberada del Centro de Detención de Nanhai.

## Respuesta internacional
Amnistía Internacional la consideró presa de conciencia, recluida únicamente por ejercer pacíficamente su derecho humano a la libertad de expresión. Emitió una Acción Urgente e hizo campaña en su favor.